# Gita Gordeladze
Gita Gordeladze, född 5 juni 1925 i Turkiet, död 16 oktober 1985 i Stockholm, var en svensk skådespelare. Gordeladze medverkade i sammanlagt sju filmer mellan 1948 och 1951.

## Filmografi
- 1948 – Främmande hamn
- 1949 – Sjösalavår
- 1949 – Stora Hoparegränd och himmelriket
- 1950 – Hjärter Knekt
- 1950 – Stjärnsmäll i Frukostklubben
- 1951 – Bärande hav
- 1951 – Spöke på semester

## Teater

### Roller (ej komplett)
| År   | Roll  | Produktion                                        | Regi           | Teater  |
| ---- | ----- | ------------------------------------------------- | -------------- | ------- |
| 1950 | Betty | Tolvskillingsoperan Bertolt Brecht och Kurt Weill | Ingmar Bergman | Intiman |